# NGC 3832
NGC 3832 (również PGC 36446 lub UGC 6693) – galaktyka spiralna z poprzeczką (SBc), znajdująca się w gwiazdozbiorze Lwa. Odkrył ją William Herschel 10 kwietnia 1785 roku. Należy do radiogalaktyk.